# Vulvarine (rockband)
Vulvarine is een Oostenrijkse rockband. Kenmerkend aan de band is de voltallige vrouwelijke en non-binaire bezetting, hetgeen in de rock- en metalwereld geen gemeengoed is.

## Etymologie
Vulvarine is een samentrekking van vulva, de wetenschappelijke naam van het vrouwelijk geslachtsdeel, en Wolverine, een personage van Marvel.

## Geschiedenis
Vulvarine werd in 2019 in Wenen opgericht met als doel om meer FLINTA toe te voegen aan de rockscene. FLINTA is een Duitstalige term die staat voor Frauen, Lesben, Intergeschlechtliche, nichtbinäre, trans und agender Personen. De bandleden hadden elkaar leren kennen tijdens het uitgaan in de Oostenrijkse hoofdstad. Het jaar erop verscheen het debuutalbum Unleashed op het label Electric Fire Records. Op dat moment bestond Vulvarine uit vijf muzikanten, maar de tweede leadgitariste verliet de band kort na de opnames wegens persoonlijke omstandigheden. Het album werd goed onthaald. Om het album te promoten ging Vulvarine op tournee door Europa met Thundermother en Cobra Spell, hetgeen de band in 2025 opnieuw deed.
In 2023 bracht de band de ep Witches Brew uit en op 28 maart 2025 volgde het tweede album Fast Lane, nadat Vulvarine kort daarvoor een platencontract bij Napalm Records had getekend. Het album kon rekenen op gemengde recensies: zo vond Rockezine het album goed en pakkend, maar ook "te veel binnen de lijntjes van rock-'n-roll" en dat niet alle nummers tekstueel zo vlammend waren als de naam van de band deed vermoeden, al werd wel gezegd dat de maatschappelijke thema's goed naar voren kwamen.

## Stijl
Vulvarine speelt rockmuziek met punk- en metalinvloeden. De band noemt de stijl zelf Vulvarock. Als invloed worden bands als Girlschool, The Runaways en The Donnas genoemd. De teksten van de band zijn gericht aan de hierboven genoemde FLINTA-gemeenschap, maar ook deels feministisch van aard, zoals bijvoorbeeld te horen is op de single Equal, Not The Same. Wel zijn de teksten vaak voorzien van een vleugje humor.

## Discografie

### Ep's
| Jaar | Titel        |
| ---- | ------------ |
| 2023 | Witches Brew |

### Albums
| Jaar | Titel     |
| ---- | --------- |
| 2020 | Unleashed |
| 2025 | Fast Lane |

### Singles
| Jaar | Titel                            | Album/ep     |
| ---- | -------------------------------- | ------------ |
| 2020 | Animal                           | Unleashed    |
| 2023 | Witches Brew                     | Witches Brew |
| 2025 | Fool                             | Fast Lane    |
| 2025 | The Drugs, The Love And The Pain | Fast Lane    |
| 2025 | Equal, Not The Same              | Fast Lane    |